# Forført
Forført (originaltitel The White Rose) er en amerikansk stumfilm fra 1923 af D. W. Griffith.

## Medvirkende
- Mae Marsh som Bessie 'Teazie' Williams
- Carol Dempster som Marie Carrington
- Ivor Novello som Joseph Beaugarde
- Neil Hamilton som John White
- Lucille La Verne
- Porter Strong som Apollo
- Jane Thomas
- Kate Bruce